# Cannibal Corpse
Kanibal Korps (engl. Cannibal Corpse) je američki det metal bend iz Bafala.

## O bendu
Bend su 1988. osnovali članovi bivša tri det metal benda iz Bafala. Bend je par puta menjao postavu, te su od osnutka jedini stalni članovi basista Aleks Vebster i bubnjar Pol Mazurkievic. Do sada su objavili četrnaest studijskih albuma, koji su prodani u više od milion primeraka, što je više od ijednog drugog det metal benda. Zbog kontroverznih reči pesama, te omota albuma uglavnom inspiriranih hororima, bendu je u nekoliko država bilo zabranjeno svirati, kao i prodaja albuma sa originalnim omotom.

## Članovi benda
Sadašnja postava
- Džordž "Korpsgrajnder" Fišer - vokal (1995.-)
- Rob Baret - gitara (1993.-1997, 2005.-)
- Pet O'Brajen - gitara (1997.-)
- Aleks Vebster - bas gitara (1988.-)
- Pol Mazurkievic - bubnjevi, udaraljke (1988.-)

Bivši članovi
- Bob Rusej - gitara (1988.-1993)
- Kris Barns - vokal (1988.-1995)
- Džek Ouven - gitara (1988.-2004)
- Džeremi Tarner - gitara (2004.-2005)

## Diskografija
Studijski albumi
- 1990.:
- 1991.:
- 1992.:
- 1994.:
- 1996.:
- 1998.:
- 1999.:
- 2002.:
- 2004.:
- 2006.:
- 2009.:
- 2012.:
- 2014.:
- 2017.:
- 2021.:

## Referencije
1. ↑  „It's Official: Cannibal Corpse are the Top-Selling death metal Band of the Soundscan Era”. blabbermouth.net. 17. 11. 2003. Архивирано из оригинала 02. 06. 2008. г. Приступљено 5. 2. 2009.
2. ↑  Briggs, Newt (22. 7. 2002). „Cannibal Corpse: Twisted metal”. Las Vegas Mercury. Stephens Media Group. Архивирано из оригинала 10. 03. 2009. г. Приступљено 6. 2. 2009.

## Spoljašnje veze
- Zvanična prezentacija benda (језик: енглески)